# Autoserica sagulata
Autoserica sagulata är en skalbaggsart som beskrevs av Max Quedenfeldt 1884. Autoserica sagulata ingår i släktet Autoserica och familjen Melolonthidae. Inga underarter finns listade.